# 8796 Sonnett
8796 Sonnett este un asteroid din centura principală de asteroizi.

## Descriere
8796 Sonnett este un asteroid din centura principală de asteroizi. A fost descoperit pe 7 martie 1981 la Siding Spring de Schelte J. Bus. Asteroidul prezintă o orbită caracterizată de o semiaxă mare de 2,24 ua, o excentricitate de 0,08 și o înclinație de 2,2° în raport cu ecliptica.